# Matthias Nketsiah
Matthias Kobena Nketsiah (ur. 14 kwietnia 1942 w Kakomdo) – ghański duchowny katolicki, arcybiskup Cape Coast w latach 2010-2018.

## Życiorys

### Prezbiterat
Święcenia kapłańskie przyjął 19 lipca 1970 i został inkardynowany do archidiecezji Cape Coast. Był m.in. wykładowcą seminariów w Amisano i Pedu, kanclerzem kurii, sędzią trybunału diecezjalnego oraz wikariuszem generalnym archidiecezji.

### Episkopat
24 listopada 2006 został mianowany biskupem pomocniczym archidiecezji Cape Coast oraz biskupem tytularnym Abaradira. Sakry biskupiej udzielił mu 3 lutego 2007 abp Peter Kwasi Sarpong.
31 maja 2010 został mianowany przez Benedykta XVI ordynariuszem archidiecezji Cape Coast. Ingres odbył się 24 lipca 2010.
11 maja 2018 papież przyjął jego rezygnację z pełnionego urzędu, złożoną ze względu na wiek.